# Köchelstorf
Köchelstorf (do 31 lipca 1999 Köchelstorf b. Rehna, Köchelstorf bei Rehna) – dzielnica gminy Wedendorfersee w Niemczech, w kraju związkowym Meklemburgia-Pomorze Przednie, w powiecie Nordwestmecklenburg, w urzędzie Rehna. Do 30 czerwca 2011 była to samodzielna gmina.